# Паркер, Эдна
Э́дна Па́ркер (англ. Edna Parker; 20 апреля 1893, округ Морган, Индиана, США — 26 ноября 2008, Шелбивилл, Индиана) — американская учительница, долгожительница. С 13 августа 2007 по день смерти считалась самой старой из живущих на земле людей (на 2008 год — 115 лет). Последние годы жизни провела в городе Шелбивилл (Индиана).
После смерти Эдны Паркер старейшим жителем Земли стала португалка Мария де Жезуш.

## Биография
Эдна Паркер родилась 20 апреля 1893 года на ферме в штате Индиана, США. Она училась в средней школе Франклина, а затем посещала занятия в колледже Франклина, чтобы получить высшее образование. 12 апреля 1913 года Эдна вступила в брак со своим соседом Эрлом Паркером. Он умер 23 февраля 1939 года. У них было двое сыновей - Клифорд и Эрл-младший. Их обоих она пережила. По состоянию на апрель 2008 года она имела пять внуков, четырнадцать правнуков и тринадцать праправнуков. Также у Эдны было две сестры, которых она тоже пережила (Джорджия дожила до 99 лет, а Опал умерла в возрасте 88 лет). После смерти мужа, когда ей было 45 лет, Паркер осталась жить на ферме. Она имела хорошее здоровье, когда в возрасте 100 лет решила переехать к своему старшему сыну Клифорду. Однажды зимой, Клифорд с женой поехали на баскетбольную игру, а Эдна осталась дома одна. Когда они вернулись, то нашли её на заднем дворе в снегу без сознания. Все переживали за её жизнь, но она полностью выздоровела, отделавшись лишь легкими травмами. Впоследствии было решено, что ей нужно переехать в дом престарелых. Паркер очень любила читать, особенно поэзию. Ей очень нравились произведения Джеймса Уиткомба Райли. Она любила цитировать стихи своим посетителям. Каждый день она читала газеты, часто посылала автографы людям, если её просили. В 2007 году Эдна получила письмо-поздравление от президента США Джорджа Уокера Буша по случаю её 114-летия, который поблагодарил её за то, что «она делится своей мудростью и опытом» с младшими поколениями. Также мэр Шелбивилла вручил ей символический ключ от города. Эдна Паркер скончалась в доме престарелых в штате Индиана, около 5:19 вечера, в среду 26 ноября 2008 года в возрасте 115 лет и 220 дней.